# Округ Хенкок (Западна Вирџинија)
Округ Хенкок (енгл. Hancock County) је округ у америчкој савезној држави Западна Вирџинија.

## Демографија
По попису из 2010. године број становника је 30.676, што је 1.991 (-6,1%) становника мање него 2000. године.
| Група             | 2000.          | 2010.          |
| Белци             | 31.307 (95,8%) | 29.143 (95,0%) |
| Афроамериканци    | 752 (2,3%)     | 712 (2,3%)     |
| Азијати           | 114 (0,3%)     | 87 (0,3%)      |
| Хиспаноамериканци | 243 (0,7%)     | 314 (1,0%)     |
| Укупно            | 32.667         | 30.676         |